# NGC 6903
NGC 6903 este o galaxie situată în constelația Capricornul. A fost descoperită în 14 iulie 1830 de către John Herschel. Se află la o distanță de 40,74 de megaparseci de Pământ.